# 명덕초등학교 (전남)
명덕초등학교는 대한민국 전라남도 장흥군에 있는 공립 초등학교이다.

## 학교 연혁
- 1933년 5월 24일: 대덕공립보통학교 부설 덕도간이학교 개교

## 참고 자료
- 명덕초등학교 - 한국교육학술정보원 학교알리미